# Лихтенштајн на Европском првенству у атлетици на отвореном 2016.
Лихтенштајн је учествовао на 23. Европском првенству у атлетици на отвореном 2016. одржаном у Амстердаму Холандија, од 6. до 19. јулa. Ово је било шеснаесто Европско првенство на отвореноми на којем је Лихтенштајн учествовао. Репрезентацију Лихтенштајна представљао је један спортиста који се такмичио у полумаратону.
На овом првенству представник Лихтенштахна није освојио ниједну медаљу, нити је оборио неки рекорд.

## Учесници
Мушкарци:
- Марсел Чоп — полумаратон

## Резултати

### Мушкарци
| Атлетичар  | Дисциплина  | Лични рекорд | Квалификације | Квалификације | Полуфинале | Полуфинале | Финале   | Финале       | Детаљи |
| Атлетичар  | Дисциплина  | Лични рекорд | Резултат      | Место         | Резултат   | Место      | Резултат | Место        | Детаљи |
| ---------- | ----------- | ------------ | ------------- | ------------- | ---------- | ---------- | -------- | ------------ | ------ |
| Марсел Чоп | полумаратон | 1.07:51 НР   |               |               |            |            | 1.15:36  | 83 / 84 (92) |        |